# Клалам (окръг)
Вижте пояснителната страница за други значения на Клалам.
Окръг Клалам (на английски: Clallam County) е окръг в щата Вашингтон, Съединени американски щати. Площта му е 6915 km², а населението – 75 474 души (2017). Административен център е град Порт Анджелис.

## Градове
- Скуим